# Cyklistika na Letních olympijských hrách 1988
Cyklistické soutěže na Letních olympijských hrách v Soulu.

## Silniční cyklistika

### Muži
| Kategorie                      | Zlato                                                                                         | Stříbro                                                                                   | Bronz                                                                       |
| ------------------------------ | --------------------------------------------------------------------------------------------- | ----------------------------------------------------------------------------------------- | --------------------------------------------------------------------------- |
| Muži závod s hromadným startem | Olaf Ludwig · Německá demokratická republika (GDR)                                            | Bernd Gröne · Západní Německo (FRG)                                                       | Christian Henn · Západní Německo (FRG)                                      |
| Muži časovka družstev          | Německá demokratická republika (GDR) · Jan Schur · Uwe Ampler · Mario Kummer · Maik Landsmann | Polsko (POL) · Andrzej Sypytkowski · Joachim Halupczok · Zenon Jaskuła · Marek Lesniewski | Švédsko (SWE) · Michel Lafis · Anders Jarl · Björn Johansson · Jan Karlsson |

### Ženy
| Kategorie                      | Zlato                              | Stříbro                                  | Bronz                                    |
| ------------------------------ | ---------------------------------- | ---------------------------------------- | ---------------------------------------- |
| Ženy závod s hromadným startem | Monique Knolová · Nizozemsko (NED) | Jutta Niehausová · Západní Německo (FRG) | Laima Zilporiteová · Sovětský svaz (URS) |

## Dráhová cyklistika

### Muži
| Kategorie                   | Zlato                                                                                            | Stříbro                                                                                              | Bronz                                                                                         |
| --------------------------- | ------------------------------------------------------------------------------------------------ | --- | --------------------------------------------------------------------------------------------- |
| 1000 m s pevným startem     | Alexandr Kiričenko · Sovětský svaz (URS)                                                         | Martin Vinnicombe · Austrálie (AUS)                                                                  | Robert Lechner · Západní Německo (FRG)                                                        |
| stíhací závod (jednotlivci) | Gintautas Umaras · Sovětský svaz (URS)                                                           | Dean Woods · Austrálie (AUS)                                                                         | Bernd Dittert · Německá demokratická republika (GDR)                                          |
| sprint (jednotlivci)        | Lutz Heßlich · Německá demokratická republika (GDR)                                              | Nikolaj Kovš · Sovětský svaz (URS)                                                                   | Gary Neiwand · Austrálie (AUS)                                                                |
| bodovací závod              | Dan Frost · Dánsko (DEN)                                                                         | Leo Peelen · Nizozemsko (NED)                                                                        | Marat Ganějev · Sovětský svaz (URS)                                                           |
| stíhací závod (družstva)    | Sovětský svaz (URS) · Vjačeslav Jekimov · Artūras Kasputis · Dmitrij Něljubin · Gintautas Umaras | Německá demokratická republika (GDR) · Carsten Wolf · Steffen Blochwitz · Roland Hennig · Dirk Meier | Austrálie (AUS) · Scott McGrory · Dean Woods · Brett Dutton · Wayne McCarny · Stephen McGlede |

### Ženy
| Kategorie            | Zlato                                  | Stříbro                                                  | Bronz                                          |
| -------------------- | -------------------------------------- | -------------------------------------------------------- | ---------------------------------------------- |
| sprint (jednotlivci) | Erika Salumäeová · Sovětský svaz (URS) | Christa Ludingová · Německá demokratická republika (GDR) | Connie Youngová · Spojené státy americké (USA) |

## Přehled medailí
| Pořadí | Země                           | Zlato | Stříbro | Bronz | Celkově |
| ------ | ------------------------------ | ----- | ------- | ----- | ------- |
| 1.     | Sovětský svaz                  | 4     | 1       | 2     | 7       |
| 2.     | Německá demokratická republika | 3     | 2       | 1     | 6       |
| 3.     | Nizozemsko                     | 1     | 1       | 0     | 2       |
| 4.     | Dánsko                         | 1     | 0       | 0     | 1       |
| 5.     | Austrálie                      | 0     | 2       | 2     | 4       |
| 5.     | Západní Německo                | 0     | 2       | 2     | 4       |
| 7.     | Polsko                         | 0     | 1       | 0     | 1       |
| 8.     | Švédsko                        | 0     | 0       | 1     | 1       |
| 8.     | Spojené státy americké         | 0     | 0       | 1     | 1       |